# Anguispira picta
Anguispira picta је пуж из реда Stylommatophora и фамилије Endodontidae. 

## Угроженост
Подаци о распрострањености ове врсте су недовољни.

## Распрострањење
Ареал врсте је ограничен на једну државу. 
Сједињене Америчке Државе су једино познато природно станиште врсте.